# Meindert Boogaerdt
Meindert Boogaerdt Bernarduszoon (Krimpen aan de Lek, 10 oktober 1849 - aldaar, 27 april 1913) was een Nederlands houthandelaar en liberaal politicus.
Meindert Boogaerdt werd geboren in het hervormde gezin van de houthandelaar Bernardus Boogaerdt en zijn vrouw Johanna Smit, met 2 broers en een zus. In 1871 trouwde hij met Neeltje Wilhelmina Geyl, met wie hij vier zoons en een doodgeboren dochter zou krijgen. Boogaerdt was van 1874 tot 1907 firmant (en later aandeelhouder in de naamloze vennootschap Wed.M.Boogaerdt en zoon, een familiebedrijf in de houthandel.
Meindert Boogaerdt was gemeenteraadslid in Krimpen aan de Lek, en na 1889 ook wethouder. In 1891 versloeg hij Van Wassenaer van Catwijck na herstemming in de verkiezingen van district Gouda voor de Tweede Kamer der Staten-Generaal. Hoewel hij nog wel de beëdiging kon bijwonen, was dat ook direct de laatste vergadering, en moest hij verder wegens ziekte verstek laten gaan. In oktober 1891, anderhalve maand na zijn beëdiging, nam hij afscheid als Kamerlid, wethouder en gemeenteraadslid wegens ziekte.
Ruim vijftien jaar later werd hij echter wel nogmaals gekozen in de gemeenteraad en als wethouder benoemd in Krimpen aan de Lek. Hij vervulde die functies van 1907 tot zijn overlijden in 1913 - hij werd toen als wethouder opgevolgd door zijn zoon Bernardus Boogaerdt. Intussen was hij wel enige tijd bestuurslid geweest van de Liberale Unie (1897 - 1901) namens de Krimpenerwaard.